# Lanzo Torinese
Lanzo Torinese é uma comuna italiana da província de Turim, na região do Piemonte, noroeste da Itália. Tem cerca de 5.144 habitantes e estende-se por uma área de 10 km², tendo uma densidade populacional de 514 hab/km². Faz fronteira com Monastero di Lanzo, Coassolo Torinese, Pessinetto, Balangero, Germagnano e Cafasse.

## Demografia
| Variação demográfica do município entre 1861 e 2011                               |
|                                                                                   |
| Fonte: Istituto Nazionale di Statistica (ISTAT) - Elaboração gráfica da Wikipedia |